# Wspólnota administracyjna Markneukirchen
Wspólnota administracyjna Markneukirchen (niem. Verwaltungsgemeinschaft Markneukirchen) − dawna wspólnota administracyjna w Niemczech, w kraju związkowym Saksonia, w powiecie Vogtland. Siedziba wspólnoty znajdowała się w mieście Markneukirchen. Do 29 lutego 2012 należała do okręgu administracyjnego Chemnitz.
Wspólnota administracyjna zrzeszała jedną gminę miejską oraz jedną gminę wiejską: 
- Erlbach
- Markneukirchen

## Historia
1 stycznia 2014 wspólnota została rozwiązana, a gmina Erlbach została włączona do miasta Markneukirchen i tym samym stała się jego dzielnicą.